# 未来屋書店
株式会社未来屋書店（みらいやしょてん、MIRAIYA SHOTEN CO., LTD.）は、千葉県千葉市美浜区の幕張新都心に本社を置く、同名の書店を日本全国に約241店舗（2023年2月）展開するイオングループの企業である。

## 概要
1985年（昭和60年）12月24日にジャスコの全額出資で株式会社ブックバーンとして設立され、郊外型小型書店のチェーン展開を行ったのが始まりである。
1987年（昭和62年）度には早くも24店舗を展開し、売上高約48億円を上げた。
設立当初から直営店のみならずフランチャイズ店の展開も構想しており、1999年（平成元年）からグループ外のフランチャイズ店の展開も行うこととなった。
しかし、大規模小売店舗法の規制緩和に伴い、郊外型店舗を展開していた同社は競争力を失っていった。そこで、2001年以降、郊外型店舗のスクラップを行い、大型ショッピングセンター内に出店するインショップ型に切り替えていった。なお、インショップ型1号店は1995年（平成7年）6月に開店した「ブックバーン岡崎店」であり、1999年（平成11年）11月20日には「未来屋書店」での1号店となる名古屋みなと店を開店した。
2006年（平成18年）5月に「株式会社未来屋書店」に商号を変更した。

## 沿革
- 1985年（昭和60年）12月24日[1] - ジャスコの全額出資で[4]株式会社ブックバーンとして設立[2]。
- 1986年（昭和61年）2月 - 1号店となる「ブックバーン広畑店」を開店[広報 1]。
- 1995年（平成7年）6月 - インショップ型1号店「ブックバーン岡崎店」を開店[広報 1]。
- 1999年（平成11年）11月20日 - 「未来屋書店」での1号店となる名古屋みなと店を開店[7][8]。
- 2006年（平成18年）5月 - 「株式会社未来屋書店」に商号を変更[6]。
- 2007年（平成19年）10月 - 羽生店より書籍・文具併設型店舗の展開を開始[広報 1]。
- 2009年（平成21年）9月 - 小山店・鎌取店より中古本売場併設型店舗の展開を開始[広報 1]。
- 2011年（平成23年）
  - 7月 - 矢巾店より、トレーディングカードを中心としたホビー導入店舗の展開を開始[広報 1]。
  - 10月 - 「イオンオーナーズカード」の利用が出来るようになる。
- 2012年（平成24年）3月 - 文化施設「未来屋カルチャークラブ」1号店となる東雲店を開店[広報 1]。
- 2013年（平成25年）
  - 3月 - 文具・雑貨に特化した新業態店舗「Futura」を開店[広報 1]。
  - 8月 - 電子書籍ストア「mibon」（ミボン）を開店[広報 1]。
  - 12月 - 文化施設事業（「未来屋カルチャークラブ」・「イオンカルチャークラブ」）をイオン株式会社の完全子会社として同年10月に設立したイオンカルチャー株式会社へ継承[広報 2]。
- 2014年（平成26年）12月 - 新業態店舗「未来屋書店 Life with Books」と「Reading and Writing 未来屋書店」を開店[広報 3]。
- 2015年（平成27年）9月1日 - 株式会社ダイエーの完全子会社で書店事業を運営する株式会社アシーネと合併。アシーネの店舗を継承し、「アシーネ」が当社のブランドに組み込まれる[広報 4]。
- 2017年（平成29年）11月 - 未来屋書店公式アプリ サービス開始[広報 1]。
- 2021年（令和3年）10月 - コワーキング業態「MIRAIYA Bookmark Lounge」1号店 幕張店をオープン[広報 5]。
- 2023年（令和5年）8月31日 - 電子書籍ストア「mibon」並びに本の通販ストア「mibon」のサービスを終了[9]。

## 未来屋小説大賞
前年9月から当該年9月に刊行された小説を対象とし、ノミネート作品を決定。そのなかから社内で選抜された小説好きの書店員が、一番売りたい作品を選出している。
また未来屋えほん大賞も選出しているほか、2023年には生きる本大賞を新設した。
- 第1回（2017年）：遠田潤子『冬雷』東京創元社[11]。ISBN　978-4-488-02554-0

- 第2回（2018年）：黒澤いづみ『人間に向いてない』講談社[12]。ISBN　978-4-06-511758-3

- 第3回（2019年）：伊与原新『月まで三キロ』新潮社[13]。ISBN　978-4-10-336212-8

- 第4回（2020年）：町田そのこ『52ヘルツのクジラたち』中央公論新社[広報 7]。ISBN　978-4-12-005298-9

- 第5回（2021年）：織守きょうや『花束は毒』文藝春秋[広報 8]。ISBN　978-4-16-391403-9

- 第6回（2022年）：安壇美緒『ラブカは静かに弓を持つ』集英社[広報 9]。ISBN　978-4-08-771784-6

- 第7回（2023年）：藤岡陽子『リラの花咲くけものみち』光文社[広報 10]。ISBN　978-4-334-91541-4

- 第8回（2024年）：阿部暁子『カフネ』講談社[広報 11]。ISBN　978-4-06-535026-3

## 店舗

### 出店地域
2022年8月時点で、福井県・鳥取県・島根県・愛媛県・佐賀県・長崎県・熊本県・滋賀県を除く39都道府県に出店している。

### 店舗ブランド
2022年8月時点で下記のブランドが存在する。
- 未来屋書店 - 現在のメインブランド。
- アシーネ - ダイエー系のアシーネと合併した際に組み込まれた店舗ブランド。
- ミライア - 2022年8月時点で店舗があるのは秋田県由利本荘市のみ。
- Reading and Writing - 文具・雑貨専門業態[広報 3]。

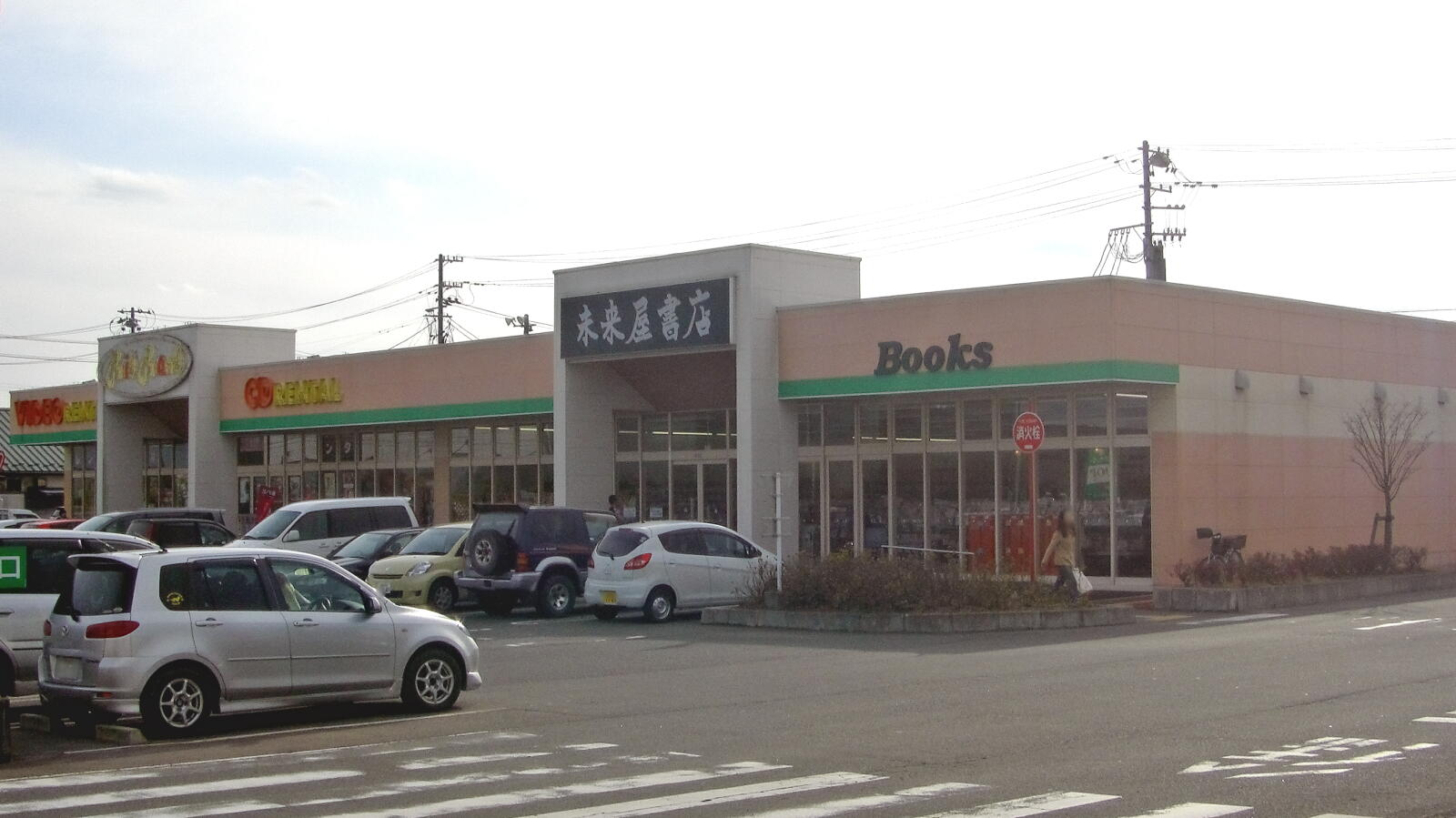
未来屋書店亘理（宮城県亘理町）
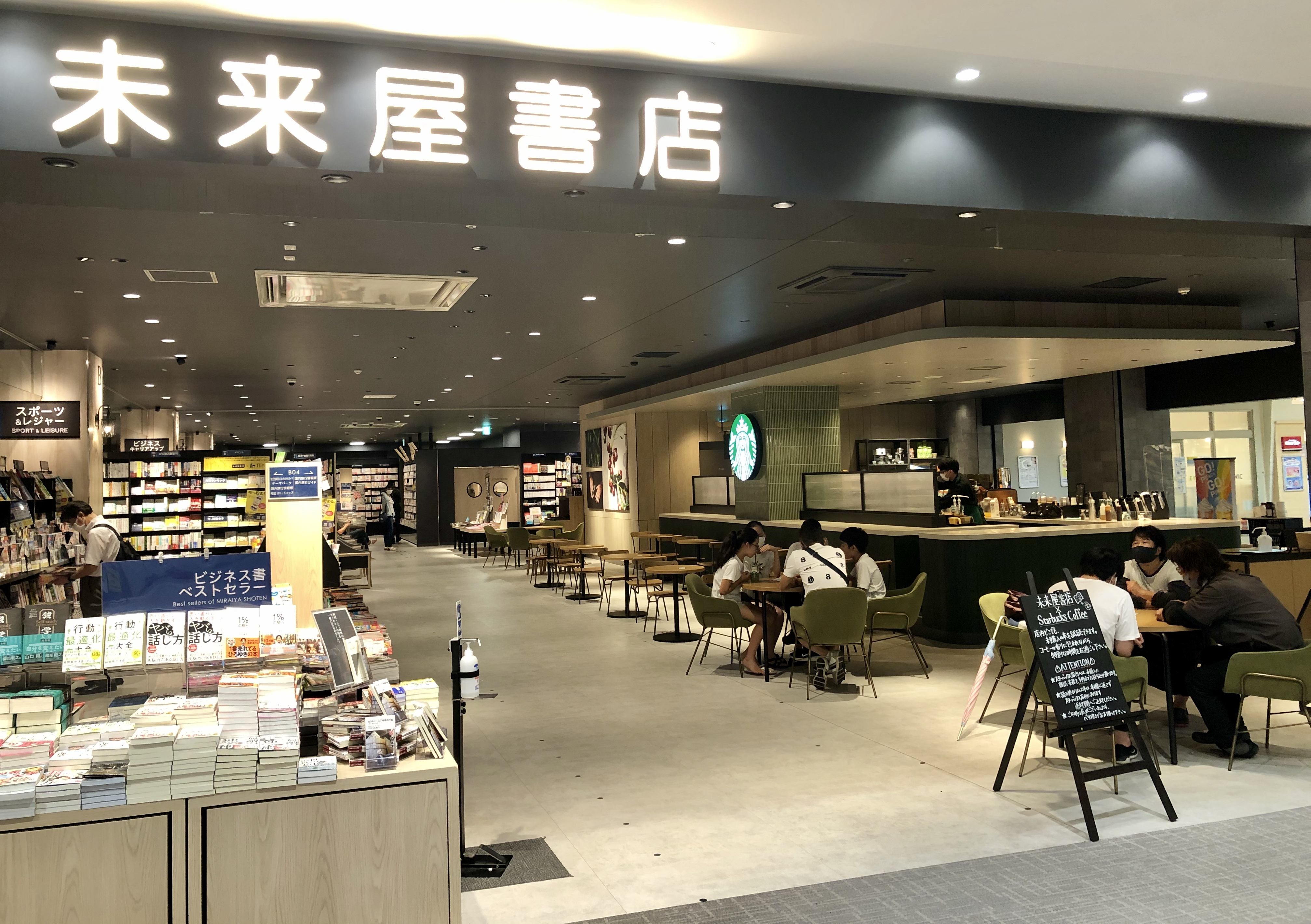
未来屋書店岡崎（愛知県岡崎市・イオンモール岡崎内）
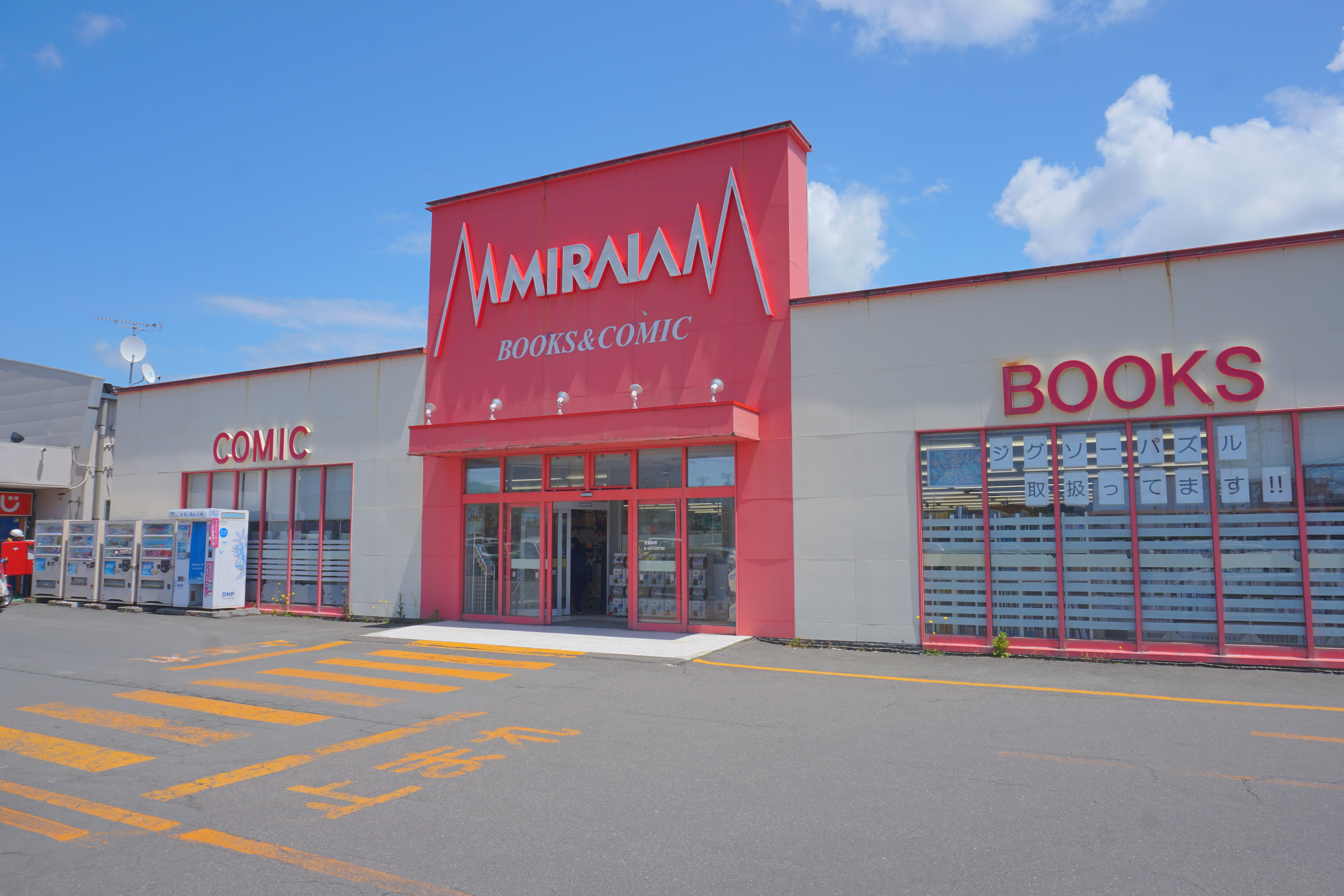
ミライア本荘店（秋田県由利本荘市）

#### 広報資料・プレスリリースなど一次資料
1. 1 2 3 4 5 6 7 8 9 10  “会社沿革”.   未来屋書店. 2024年7月27日閲覧。
2. ↑  12/1(日)イオンカルチャー(株)が事業を開始 (PDF)  - イオン・イオンカルチャー 2社連名によるリリース（配信元：イオン株式会社） 2013年12月2日
3. 1 2  『イオングループの未来屋書店、2つの新業態店舗をイオンモール岡山に出店。 「未来屋書店Life with Books」「Reading and Writing未来屋書店」、2014年12月5日オープン』（プレスリリース）株式会社未来屋書店、2014年12月5日。
4. ↑  『2015年9月1日、株式会社未来屋書店と株式会社アシーネは合併しました。』（プレスリリース）株式会社未来屋書店、2015年9月1日。オリジナルの2018年9月24日時点におけるアーカイブ。
5. ↑  “『MIRAIYA Bookmark Lounge幕張店』 9月16日オープン！”. ドリームニュース. 2023年7月2日閲覧。
6. ↑  "「第1回生きる本大賞」大賞に土門蘭さんの『死ぬまで生きる日記』（生きのびるブックス）が選ばれました。."未来屋書店「ニュース」2023年12月22日. 2024年6月10日閲覧。
7. ↑  "『52ヘルツのクジラたち』（町田そのこ著）が第4回未来屋小説大賞を受賞."中央公論新社「受賞情報」2020年12月20日. 2024年6月8日閲覧。
8. ↑  "第5回未来屋小説大賞／織守きょうやさん『花束は毒』に決定！."ブクログ通信「文学賞・マンガ賞」2021年12月24日. 2024年6月8日閲覧。
9. ↑  "安壇美緒さん『ラブカは静かに弓を持つ』が未来屋小説大賞受賞！."集英社文芸ステーション「お知らせ」2022年12月23日. 2024年6月8日閲覧。
10. ↑  "第45回吉川英治文学新人賞・第7回未来屋小説大賞W受賞『リラの花咲くけものみち』."萩原印刷（株）HP「トピックス」2024年3月7日. 2024年6月8日閲覧。
11. ↑  "第8回 未来屋小説大賞は、阿部暁子さんの『カフネ』に決定！."PR TIMES（2024年12月24日）. 2025年5月16日閲覧。